# (12984) Lowry
(12984) Lowry est un astéroïde de la ceinture principale.

## Description
(12984) Lowry est un astéroïde de la ceinture principale. Il fut découvert le 22 août 1979 à La Silla par Claes-Ingvar Lagerkvist. Il présente une orbite caractérisée par un demi-grand axe de 2,85 UA, une excentricité de 0,08 et une inclinaison de 2,5° par rapport à l'écliptique.

## Compléments